# Надгробок на могилі Михайла Грушевського
Надгро́бок на могилі Миха́йла Груше́вського — перший пам'ятник українському історику, політику і громадському діячу Михайлові Сергійовичу Грушевському, встановлений на могилі ще за радянських часів. Розташований на Байковому кладовищі біля Вознесенської церкви в Києві. Охоронний номер = 260003/22-Н національного значення.

## Виготовлення
Похорон відомого історика відбувся 29 листопада 1934 року на Байковому кладовищі в Києві.
Незабаром Рада народних комісарів УРСР винесла постанову «Про спорудження пам'ятника на могилі М. С. Грушевського». Для цієї мети було виділено 3 тисячі карбованців. Однак виконуватись вона почала лише весною 1936 року. І лише завдяки дійовій енергії доньки Катерини Грушевської.
За спогадами Івана Макогона проект надгробка безкоштовно створив український архітектор, професор Київського державного
художнього Інституту Василь Кричевський, який був давнім знайомим родини Грушевських.
У скульптурній майстерні товариства «Київ-художник» було створено кремезний обеліск з барельєфним портретним зображенням М. С. Грушевського. Для спорудження пам'ятника київська міськрада виділила частину постаменту з-під колишнього пам'ятника царю Миколі І, який стояв перед фасадом Київського державного університету.
Виготовив пам'ятник протягом місяця молодий скульптор Іван Макогон, що здійснив горельєф портретного зображення Михайла Сергійовича.
Надгробок знаходиться на Байковому кладовищі у Києві. Автори пам'ятника скульптор Іван Макогон і архітектор Василь Кричевський.

## Історія
Пам'ятник-надгробок М. С. Грушевському став першим, за радянський час, меморіальним об'єктом, який увічнив діячів української національної інтелігенції у довготривкому матеріалі — граніті. Однак, урочистого відкриття за радянської влади не відбулось.
Освячення пам'ятника відбулось аж через 55 років — 24 листопада 1991 року.